# Prionocidaris callista
Prionocidaris callista is een zee-egel uit de familie Cidaridae.
De wetenschappelijke naam van de soort werd in 1986 gepubliceerd door Francis Rowe & Hoggett.